# Kociołek (Darnków)
Kociołek (niem. Kessel) – nieoficjalny przysiółek wsi Darnków, położony w gminie Lewin Kłodzki, powiat kłodzki, województwo dolnośląskie.

## Położenie
Kociołek położony jest malowniczo na wysokości 580–640 m n.p.m., w obrębie Darnkowskich Wzgórz, na granicy Gór Stołowych i Wzgórz Lewińskich, na zachód od Łężyckich Skałek.

## Podział administracyjny
W latach 1975–1998 teren ten należał do województwa wałbrzyskiego.

## Historia
Kociołek nigdy nie był znaczną i ludną miejscowością. Początki Kociołka sięgają XIV w., kiedy znajdował się na terenie tzw. państewka homolskiego, a po jego likwidacji po wojnach husyckich stał się własnością królewskiej kamery śląskiej. Pod koniec XVII w. wieś przeszła w ręce prywatne i przez kolejne stulecia zmieniała właścicieli, początkowo będąc częścią rozległych dóbr szczytnieńskich, a później stając się własnością arystokratycznych rodów, m.in. von Bellegarde (XVIII w.) i von Pohl (XIX w.). Na terenach lasów i łąk bezpośrednio przyległych do Kociołka można znaleźć stare słupki graniczne wyznaczające przebieg dawnych posiadłości. Na jednym z nich jest data 1778. Liczba mieszkańców wsi utrzymywała się przez stulecia na zbliżonym poziomie 50–60 osób. Jedynie w pierwszych latach XX w. mieszkało tu ponad 70 osób (74 osoby w 1910 r.). Podstawę utrzymania stanowiło tkactwo chałupnicze, głównie bawełniane (w 1840 r. odnotowano w Kociołku 10 warsztatów tkających bawełnę), dodatkowo zajmowano się także rolnictwem. Na początku XX w. grunty orne stanowiły 52% obszarów należących do Kociołka, obecnie nie ma żadnych – dawne pola użytkowane są jako łąki, a część zarosła lasami, których sto lat temu było wyraźnie mniej.
Po zakończeniu wojny w 1945, wieś włączono w granice Polski. Po początkowym zasiedleniu rozpoczął się proces depopulacji, który doprowadził do niemal zupełnego wyludnienia wsi. Dopiero w ostatnich latach trend uległ odwróceniu: zbudowano nowe budynki, w tym buddyjską gompę, a sama wieś nabrała cech ośrodka religijno-medytacyjnego wyznawców buddyzmu.

## Zabytki
Na terenie Kociołka znajduje się kamienny krzyż z dobrze zachowanymi, pięknie rzeźbionymi detalami oraz kapliczka.